# Max Chop
Max Chop, född 1862, död 1929, var en tysk musikskriftställare och kompositör.
Chop var från 1920 huvudredaktör för tidskriften Signale für die musikalische Welt i Berlin. Chop har bland annat skrivit analyser av Wagners och Liszts verk, Erläuterungen zu Meisterwerken der Tonkundst (36 band), 3 pianokonserter, pianostycken och sånger.